# Realenzyklopädie für protestantische Theologie und Kirche
La Realenzyklopädie für protestantische Theologie und Kirche è stata un'enciclopedia della teologia protestante e della Chiesa, pubblicata in tre edizioni tra il 1854 e il 1913. Le prime due edizioni furono pubblicate col titolo  Real-Encyklopädie für protestantische Theologie und Kirche. 
Le tre edizioni sono usualmente abbreviate come RE o, più raramente, come PRE.
La terza edizione dell'IR fu la base dell'Theologischen Realenzyklopädie (TRE). Una delle ultimi due edizioni della Realenzyklopädie fu tradotta e sintetizzata in inglese nella The New Schaff–Herzog Encyclopedia of Religious Knowledge, la cui versione finale fu pubblicata in tredici volumi fra il 1908 e il 1914.

## Storia editoriale

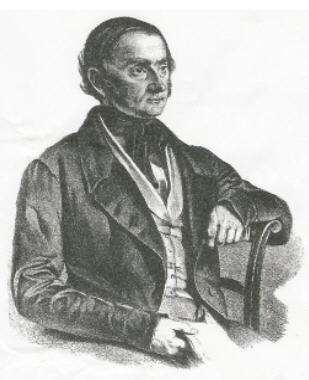
Matthias Schneckenburger

Johann Jakob Herzog (1805–1882) succedette a Matthias Schneckenburger (1804–1848) come nuovo direttore del progetto, alla morte di quest'ultimo. Il primo volume fu materialmente redatto a Halle dove Herzog era professore straordinario di storia della chiesa e di esegesi del Nuovo Testamento. Nel 1854, fu nominato ordinario di teologia riformata a Erlangen, dove furono completati i volumi dal secondo all'ultimo. Herzog sottolineò il carattere marcatamente della prima edizione, in germini confessionali e di metodologia di ricerca storica.
In un primo momento, la candidatura di Herzog come condirettore della seconda edizione riveduta e aumentata vinse su quella del luterano e professore straordinario di storia della Chiesa Gustav Leopold Plitt (1836–1880). In realtà, entrambi si spensero prematuramento nell'arco di due anni, e a loro subentrò Albert Hauck (1845-1918), professore di storia della chiesa e di archeologia cristiana a Erlangen, che divenne il primo redattore della serie.
Ottenuta la cattedra di storia ecclesiastica all'Università di Lipsia, Hauck curò anche la terza edizione, pubblicata dal 1896 al 1913.
L'opera nel suo complesso si può quindi considerare il risultato di uno sforzo congiunto fra i luterani e le Chiese riformate. Una delle due edizioni successive alla prima, fu tradotta da Philip Schaff e pubblicata negli Stati Uniti col titolo di Schaff-Herzog Encyclopedia of Religious Knowledge.
La terza edizione fu alla base della Theologische Realenzyklopädie (TRE). Da quest'ultima serie fu derivato il Biographisch-Bibliographisches Kirchenlexikon, fra le altre opere.

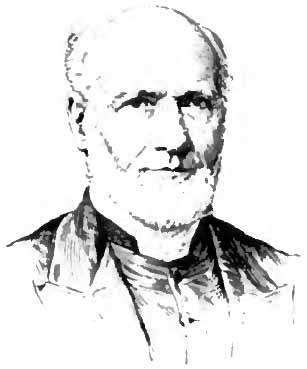
Philip Schaff

## Edizioni
1ª edizione

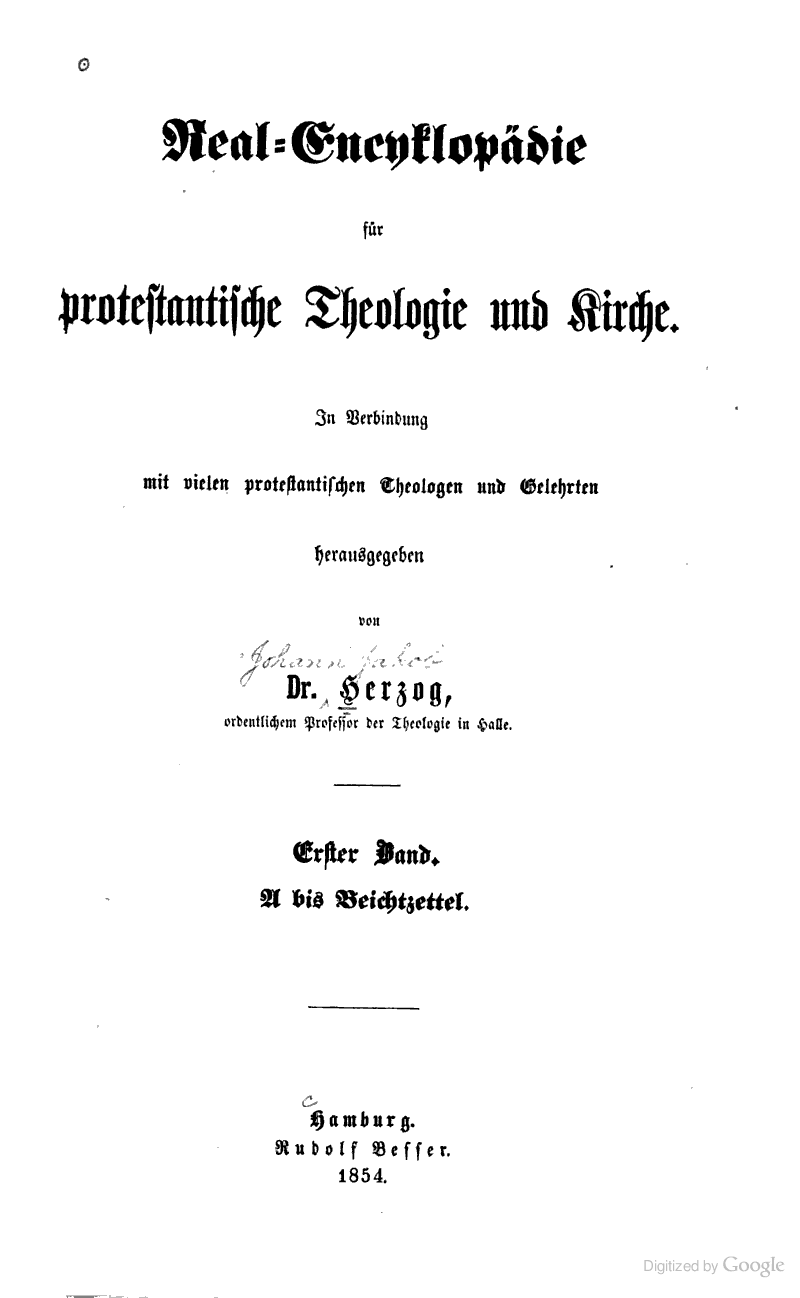
Copertina del primo volume della prima edizione, intitolata Realenzyklopädie für protestantische Theologie und Kirche

- Johann Jakob Herzog, voll. 1–22,  Rudolf Besser, Gotha, pubblicati dal 1854 al 1866

2ª edizione
- volumi da 1 a 8: a cura di Johann Jakob Herzog e Gustav Leopold Plitt, JC Hinrichs, Lipsia, 1877-1881;
- volumi da 9 a 11: a cura di Johann Jakob Herzog e Albert Hauck, 1882-1883;
- volumi da 12a 18: a cura di Albert Hauck, 1883-1888.

3ª edizione
- volumi da 1 a 22, a cura di Albert Hauck, pubblicati dal 1896 al 1909. Nel 1913, furono dati alle stampe i due volumi supplementari 23 e 24.

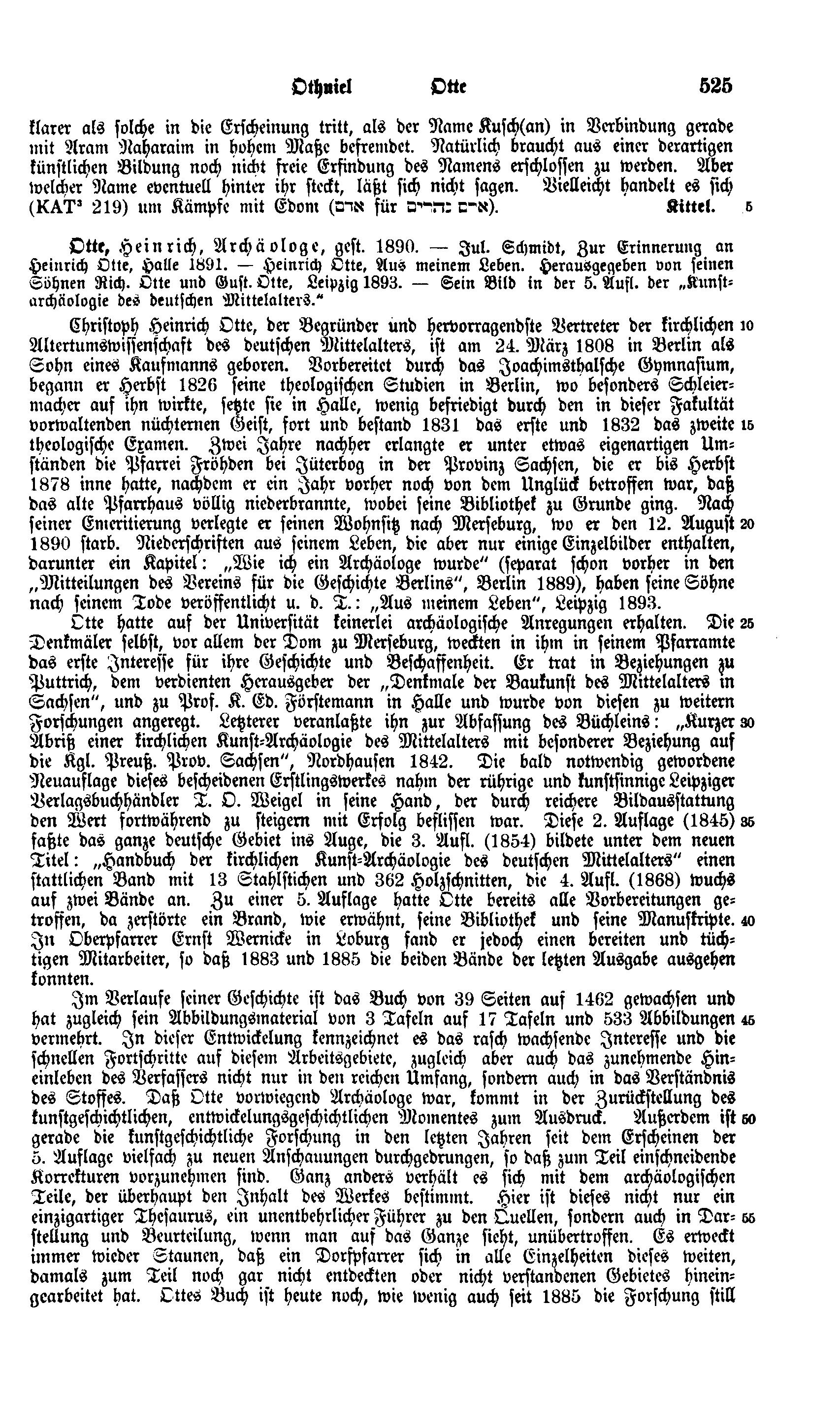
Una pagina della terza edizione